# Марунцишу (Бузау)
Марунцишу (рум. Mărunțișu) насеље је у Румунији у округу Бузау у општини Патарлађеле. Oпштина се налази на надморској висини од 282 m.

## Становништво
Према подацима из 2002. године у насељу је живело 1144 становника, од којих су сви румунске националности.